# Daniel Bianchi (Journalist)
Daniel Bianchi (* 5. März 1956 in Fray Bentos) ist ein uruguayischer Journalist und Hörfunkmoderator.
Bianchi begann seine journalistische Laufbahn beim Hörfunk in seiner Geburtsstadt. Von 1974 bis 1975 führte er dort beim Radiosender CW 52 Radio Litoral durch das einstündige, einmal pro Woche gesendete Studenten-Programm Emergencia und war anschließend auch in weiteren Sendungen des Senders tätig. Auch arbeitete er für den Sender CW 56 Difusora Soriano in Mercedes. Nachdem er 1977 nach Montevideo zog, moderierte er bei CX 20 Radio Montecarlo die Sendung El tren de la noche. Des Weiteren war CX 12 Radio Oriental sein Arbeitgeber. Kurzzeitig arbeitete er auch bei der nicht lange bestehenden Zeitung Presencia in Fray Bentos mit. Mit Beginn der 1980er Jahre war er auch am Fernsehschirm zu sehen. Dort war er an der Seite Carlos Giacosas in Telenoche 4 zu sehen. Carta abierta war der Name der Sendung, durch die er 1989 abermals in seiner Heimatstadt bei Radio Rincón führte. An der Seite von Edgar Soto und Ramón Carnales war er auch für das uruguayische Korrespondentennetz der Nachrichtenagentur Télam tätig. Auf Canal 5 präsentierte er La España de hoy, Vía aérea und die Nachrichtenausgaben am Mittag sowie in der Nacht. Zu Beginn der 1990er Jahre übernahm Bianchi dann auf CX 30 Radio Nacional die Abendnachrichten. Seit ca. 2007 ist er auf FM del Sol in Café con FM zu hören. Auch ist er für den Sender Radio Oriental 770 AM als Generaldirektor der Sendung Noticiero Oriental tätig.